# Aphidius funebris
Aphidius funebris är en stekelart som beskrevs av Mackauer 1961. Aphidius funebris ingår i släktet Aphidius och familjen bracksteklar. Arten är reproducerande i Sverige. Inga underarter finns listade i Catalogue of Life.